# Caroline Powell
Caroline Powell, född den 14 mars 1973 i Lower Hutt i Nya Zeeland, är en nyzeeländsk ryttare.
Hon tog OS-brons i lagtävlingen i fälttävlan i samband med de olympiska ridsporttävlingarna 2012 i London.